# Ruta Estatal de California 905
La Ruta Estatal 905 es una carretera estatal en San Diego, California que conecta a la Interestatal 5 e Interestatal 805 en San Ysidro hacia la frontera entre Estados Unidos y México en Otay Mesa. La I-5 hacia en el tramo de la I-805 es una autovía, pero actualmente el resto es una vía expresa conocida como Otay Mesa Road.
Esta ruta es parte del Sistema de Autovías y Vías Expresas de California.

## Descripción de la ruta
Una vez que la carretera este completamente construida con el código de construcción de una interestatal, se convertirá en la Interestatal 905 y conectará a la Ruta Estatal 125. Esto sería un problema ya que Otay Mesa es el único puerto de entrada para los camiones en el área de San Diego, lo que significa que los camiones deben de pasar por la vía expresa y pagar un peaje para poder llegar a la I-5.
Una vez que esté diseñada, se convertirá en la tercera interestatal auxiliar de tres dígitos en conectarse con una frontera internacional (la otra es la Interestatal 190 en el estado de Nueva York y la (sin señalizar) Interestatal 110 en Texas y la segunda en llegar a la frontera entre Estados Unidos y México.

## Interestatal 905
En febrero de 2008, la constructora multinacional Skanska anunció que habían sido contratados por Caltrans para construir una autovía a lo largo de la Ruta 905 entre la I-805 y la 125:

El proyecto comprende una construcción de seis kilómetros nuevos (2,5 millas) de una autovía de seis carriles. La construcción requerirá de grandes operaciones de nivelación para la base y 103.000 toneladas de asfalto. El contrato también incluye cinco puentes, jardines, desagües pluviales y sistema de riego, así como todas las instalaciones de señales y el sistemas de seguridad.

## Salidas e intersecciones principales
Nota: a excepción donde los prefijos son con letras, los postes de mileajes fueron medidos en 1964, basados en la alineación y extendimiento de esa fecha, y no necesariamente reflejan el actual mileaje.
Toda la ruta se encuentra dentro del condado de San Diego.
| Ubicación | Mileaje | #                 | Destinos                                            | Notas                                                                                       |
| --------- | ------- | ----------------- | --------------------------------------------------- | ------------------------------------------------------------------------------------------- |
| San Diego | 2.84    |                   | Oro Vista Road                                      | Intersección                                                                                |
| San Diego | 3.19    | 1                 | I 5 norte – San Diego, Los Ángeles                  | Señalizada como las salidas 1A (norte) y 1B (sur); sin número de salida en el sentido norte |
| San Diego | 3.82    | 1C                | Beyer Boulevard                                     | Señalizada como la Ssalida 1 este                                                           |
| San Diego | 4.41    | 2A                | Picador Boulevard, Smythe Avenue                    |                                                                                             |
|           | 5.16    | 2B                | I 805                                               |                                                                                             |
|           |         | 3                 | Caliente Avenue                                     |                                                                                             |
|           |         | 6                 | Brittania Boulevard                                 |                                                                                             |
|           |         | 7                 | La Media Road · SR 125 norte (South Bay Expressway) |                                                                                             |
|           | 11.60   | 9                 | Siempre Viva Road                                   |                                                                                             |
|           | 11.80   | frontera mexicana | frontera mexicana                                   | frontera mexicana                                                                           |